# ドナルドの危機一髪
『ドナルドの危機一髪』（ドナルドのききいっぱつ）または『ドナルドの人喰人種』（ドナルドのひとくいじんしゅ、原題：Spare the Rod）は、ウォルト・ディズニー・プロダクション（現：ウォルト・ディズニー・カンパニー）が製作した1954年1月15日公開のアニメーション短編映画作品。ドナルドダック・シリーズの第112作である。

## あらすじ
ドナルドはお手伝いを放り出していつも遊んでいる3人の甥っ子達に頭を悩ませていた。そんな時に児童心理学者が現れて、彼に子供への手解きを教える。しかし、その教えを信じるあまり、サーカスの輸送列車から脱走した人食い族をコスプレした甥っ子達と勘違いする。

## スタッフ
- 製作：ウォルト・ディズニー
- 監督：ジャック・ハンナ
- 脚本：ロイ・ウィリアムズ、ニック・ジョージ
- 音楽：オリバー・ウォレス
- 美術：エール・グレイシー
- 背景：レイ・ハッフィン
- 原画：ビル・ジャスティス、ボブ・チャールソン

## キャスト
| キャラクター   | 原語版               | 旧吹き替え版 |
| -------------- | -------------------- | ------------ |
| ドナルドダック | クラレンス・ナッシュ | 関時男       |
| ヒューイ       | クラレンス・ナッシュ | 土井美加     |
| デューイ       | クラレンス・ナッシュ | 後藤真寿美   |
| ルーイ         | クラレンス・ナッシュ | 下川久美子   |
| 児童心理学者   | ?                    | 江原正士     |
| 人食い族       | ?                    | ?            |
| ナレーター     | ?                    | 土井美加     |